# Cseppfoltos fahágó
A cseppfoltos fahágó (Xiphorhynchus guttatus) a madarak (Aves) osztályának verébalakúak (Passeriformes) rendjébe, valamint a fazekasmadár-félék (Furnariidae) családjába és a fahágóformák (Dendrocolaptinae) alcsaládjába tartozó faj.

## Rendszerezése
A fajt Martin Hinrich Carl Lichtenstein német zoológus írta le 1820-ban, a Dendrocolaptes nembe  Dendrocolaptes guttatus néven, innen helyezték jelenlegi nemébe.

## Alfajai
- Xiphorhynchus guttatus connectens Todd, 1948
- Xiphorhynchus guttatus dorbignyanus (Lafresnaye, 1850) vagy Xiphorhynchus guttatoides dorbignyanus
- Xiphorhynchus guttatus eytoni[2] (P. L. Sclater, 1854) vagy Xiphorhynchus eytoni[4]
- Xiphorhynchus guttatus gracilirostris Pinto & Camargo, 1957
- Xiphorhynchus guttatus guttatoides[2] (Lafresnaye, 1850) vagy Xiphorhynchus guttatoides[5]
- Xiphorhynchus guttatus guttatus (Lichtenstein, 1820)
- Xiphorhynchus guttatus polystictus (Salvin & Godman, 1883)
- Xiphorhynchus guttatus vicinalis Todd, 1948[2]

## Előfordulása
Brazília, Kolumbia, Francia Guyana, Guyana, Suriname és Venezuela területén honos. Természetes élőhelyei a szubtrópusi és trópusi síkvidéki és hegyi esőerdők, lombhullató erdők, mocsári erdők és mangroveerdők, valamint ültetvények.

## Megjelenése
Átlagos testhossza 30 centiméter, testtömege 45-75 gramm.

## Életmódja
Főleg ízeltlábúakkal táplálkozik, néha kis gerinceseket is fogyaszt.